# Pat Myne
Pat Myne (Los Angeles, 12 de setembro de 1966) é um ator pornográfico norte-americano e diretor. Foi casado com Shelbee Myne, Stormy Daniels e Alektra Blue.[carece de fontes?]

## Prêmios
- 2000 AVN Award – Melhor Cena de Sexo Grupal (Filme) – Nothing to Hide 3 & 4 (com Wendi Knight, Brandon Iron & Michael J. Cox[2]
- 2003 AVN Award – Melhor Cena de Sexo Grupal (Vídeo) – Assficianado (com Angel Long & Jay Ashley[3]
- 2004 NightMoves Award – Melhor Diretor (Escolha do Diretor)[4]
- 2011 AVN Hall of Fame[5]